# Mezzrow
Mezzrow är ett svenskt thrash metal band från Nyköping bildat 1987. Bandnamnet kommer från en reklam i en tidning om jazzmusikern Mezz Mezzrow, vilket bandet tyckte lät häftigt.

## Historia

### Bildandet 1985
År 1985 bildade Gitarristen Zebba Karlsson bandet Necromancy tillsammans med de två vännerna, Nicke Andersson på bas - (Ej att förväxlas med Nicke Andersson från Entombed), och kompisen Robban på trummor. Robban hoppade dock av bandet ganska snart precis veckan innan bandets första spelning, Så Zebba frågade sin bror Steffe Karlsson som brukade vara med och titta på deras rep, men aldrig hade spelat trummor förut i hela sitt liv om han ville hoppa in. Efter några rep så blev Steffe bandets permanenta trummis. Eftersom de inte hade någon sångare så Zebba och Nicke delade på sången i bandet. Tanken med Necromancy var först att vara en power trio som Bathory och Venom och spela black metal, Men det skulle sedan ändras. Bandet kände ganska snart dock att de ville ha en gitarrist till så Zebbas bror Steffe frågade en kille han kände från skolan, Staffe Karlsson som sökte band och han tackade ja. Nu var bandet fyra stycken och de bytte även bandnamn till från Necromancy till Dark Ripper. Dark Ripper bestod nu av Zebba Karlsson (Gitarr & sång), Nicke Andersson (Bas & sång), Steffe Karlsson (Trummor) och Staffe Karlsson (Sologitarr). På samma plats som bandet höll till och repade på höll många andra band till också så det föll bara naturligt att band blev vänner med varandra. Bandet lärde känna det andra bandet Witchhammer, men framför allt, så var det Zebba och trummisen i Witch hammer, Uffe Pettersson som blev väldigt goda vänner och tillbringade mycket tid tillsammans. Zebba och Uffe brukade åka till skivbutiken Heavy Sound i Stockholm och på så sätt fick de upp ögonen för thrash metal, närmare bestämt Bay area thrash metal och band som Metallica, Slayer, Testament och många andra. Med sina respektive band som prioritering, så bestämde sig Zebba, Uffe, Nicke och en annan kille som hette Peter Rosén att starta ett band vid sidan av bara för skojs skull som de döpte R.I.P. Denna gång så spelade dock Uffe trummor och sjöng också, Efter en tid så frågade Zebba Uffe om inte han hade lust att sjunga i hans band, Dark Ripper. På så sätt, blev Uffe sångare. Eftersom Bandet var helt inne på bay area thrash metal, så kände de för en fräsch start och ändrade stil och namn. Zebba hade sett en reklam annons i tidningen om Jazz klarinettisten Mezz Mezzrow och både han och bandet tyckte det låt coolt.

### Tillfälliga Återföreningen 2005
År 2005 återförenades bandet tillfälligt för en enda konsert den 9 december samma år, som filmades och sedan släpptes tillsammans med äldre aldrig tidigare sett material som en exklusiv dubbel dvd kallad "...Then Came The Video"  och släpptes året efter. Från början så var den bara för bandet själva men Welén sålde några exemplar genom sin hemsida.
| Disc 1 |                                    |  |  |
| 1.     | Articles and Fanzines              |  |  |
| 2.     | Demo 1991                          |  |  |
| 3.     | More than 300 Pictures             |  |  |
| 4.     | Video for ...Then Came the Killing |  |  |
| 5.     | Live in Sandviken 1990             |  |  |
| 6.     | Live in Fagersta 1992              |  |  |
| 7.     | Reunion 2005                       |  |  |
| Disc 2 |                                    |  |  |
| 1.     | Live in Norrköping 1989            |  |  |
| 2.     | Live in Stockholm 1989             |  |  |
| 3.     | Live in Fagersta 1990              |  |  |
| 4.     | Live in Stockholm 1990             |  |  |
| 5.     | Live in Nyköping 1991              |  |  |
| 6.     | Live in Nyköping 1992              |  |  |

## Medlemmar
- Uffe Pettersson - Sång (1987 - 1994, 2005), Bas (1991)
- Staffe Karlsson - Sologitarr (1987 - 1992, 2005, Död 2018)
- Zebba Karlsson - Kompgitarr (1985 - 1994, 2005)
- Conny Welén - Bas, Bakgrundssång (1987  - 1991, 2005)
- Steffe Karlsson - Trummor (1985 - 1994, 2005)

### Tidigare Medlemmar
- Nicke Andersson - Bas (1985 - 1987)
- Peter Rosén - Gitarr (? - 1987,1992 - 1994)
- Robert "Robban" (1985)

## Diskografi

### Demos
- Frozen Soul (1988)
- The Cross Of Tormention (1989)
- Demo 1991 (1991)

### Album
- Then Came The Killing (1990)

### Dvd
- ...Then Came The Video (2006)